# Marcos Wainberg
Marcos Wainberg (Porto Alegre, 27 de janeiro de 1949) é um ator brasileiro. É filho da atriz Sofia Wainberg.

## Filmografia

### Televisão
| Ano       | Título                     | Personagem                                   | Notas                         |
| --------- | -------------------------- | -------------------------------------------- | ----------------------------- |
| 2023      | Seis na Ilha               | Vovô Simão                                   |                               |
| 2003      | Jamais Te Esquecerei       | Vítor Ribeiro                                |                               |
| 2001-2015 | Zorra Total                | Diretor Sherman/Osvaldo/Tio Sam              |                               |
| 1995      | Tocaia Grande              | Klaus                                        |                               |
| 1993      | Família Brasil             | Eugênio                                      |                               |
| 1991      | O Guarani                  | Bento Simões                                 |                               |
| 1991      | Na Rede de Intrigas        | Dr. Spiller                                  |                               |
| 1990      | Araponga                   | Décio                                        |                               |
| 1990      | Fronteiras do Desconhecido | Orlando Bomfim, Jr.                          | Episódio: "Um Grito na Noite" |
| 1988      | Vale Tudo                  | Bernardo                                     |                               |
| 1988      | Tarcísio & Glória          | Isac                                         | Episódio: "Quase Ministro"    |
| 1987/88   | Bambolê                    | produtor da gravadora onde Mara faz um teste | Participação Especial         |
| 1986      | Kananga do Japão           | Berger Ewest                                 |                               |
| 1986      | Anos Dourados              | —                                            |                               |
| 1986      | Hipertensão                | Tartivo                                      |                               |
| 1983      | A Festa É Nossa            | Vários Personagens                           |                               |
| 1982      | Sol de Verão               | —                                            |                               |
| 1980      | Planeta dos Homens         | Vários Personagens                           |                               |
| 1979      | Os Gigantes                | Salvador                                     |                               |
| 1976      | Xeque-mate                 | Ruy                                          |                               |
| 1972      | Selva de Pedra             | César                                        |                               |
| 1968      | Legião dos Esquecidos      | —                                            |                               |

### Cinema
| Ano  | Título                       | Personagem    |
| ---- | ---------------------------- | ------------- |
| 2019 | Sete Chaves e uma Mensagem   | José Marcario |
| 2018 | Os Olhos de Alice            | Alfredo       |
| 2018 | Possessões                   | Dr. Garrido   |
| 2015 | O Mistério do Homem de Barro | —             |
| 2008 | Natale a Rio                 | Ugo Vita      |
| 2007 | Meteoro                      | Major Arruda  |
| 1984 | Mulheres Insaciáveis         | Amigo         |
| 1983 | Momentos de Prazer e Agonia  | Artur         |
| 1980 | Os Homens Que Eu Tive        | —             |
| 1979 | A Banda das Velhas Virgens   | Raul          |
| 1979 | A Pantera Nua                | —             |
| 1977 | Emanuelle Tropical           | —             |
| 1975 | A Extorsão                   | Nestor        |